# Municipio de Moylan
El municipio de Moylan (en inglés: Moylan Township) es un municipio ubicado en el condado de Marshall en el estado estadounidense de Minnesota. En el año 2010 tenía una población de 98 habitantes y una densidad poblacional de 0,84 personas por km².

## Geografía
El municipio de Moylan se encuentra ubicado en las coordenadas 48°13′38″N 95°47′46″O / 48.22722, -95.79611. Según la Oficina del Censo de los Estados Unidos, el municipio tiene una superficie total de 116.85 km², de la cual 116,82 km² corresponden a tierra firme y (0,03 %) 0,03 km² es agua.

## Demografía
Según el censo de 2010, había 98 personas residiendo en el municipio de Moylan. La densidad de población era de 0,84 hab./km². De los 98 habitantes, el municipio de Moylan estaba compuesto por el 100 % blancos. Del total de la población el 0 % eran hispanos o latinos de cualquier raza.